# 머리 없는 닭 마이크
머리 없는 닭 마이크(영어: Mike the Headless Chicken, 1945년 4월 20일~1947년 3월 17일)는 미국의 머리가 잘리고도 18개월을 살았던 와이언도트 품종의 수탉이다.

## 사건
1945년 9월 10일 콜로라도주 프루이타에 살던 로이드 올슨(Lloyd Olson)은 장모가 저녁을 준비하는 동안 부인의 부탁으로 태어난 지 5개월 반이 지난 닭을 잡으려고 했다. 장모는 닭의 목 부분을 좋아했다고 한다. 올슨은 장모가 좋아하는 부위를 남기려고 했지만, 닭의 목을 제대로 절단하지 못했다. 결과적으로 수탉의 머리는 도끼로 잘랐지만 한쪽 귀와 뇌간(腦間, brain stem)의 대부분은 멀쩡히 몸에 붙어있게 되었다.
이 수탉은 머리가 잘린 채로 그 후로도 계속 살아 있었으며, 횃대에서 균형을 잡고 앉아 있기도 했고, 머리가 없는 것도 모르는 듯이 부리로 날개를 다듬으려 하거나 홰를 치며 울려고 하기도 했다. 머리가 없는데도 닭이 살아있자, 올슨은 놀라기도 했고 죄의식을 느끼기도 해서 이 닭을 계속해서 보살펴 주기로 했다. 목이 잘린 부분으로 스포이트를 이용하여 물과 우유를 섞은 것이나 곡식을 넣어주기도 했다. 가끔 몸안의 점액(mucus) 때문에 닭이 숨을 제대로 못 쉴 때에는 주사기로 그것을 뽑아줬다. 수탉은 머리가 잘리고도 계속 자라서, 도살하려 했을 때 2.5파운드였던 것이 나중에 죽기 전에는 거의 8파운드까지 자랐다.
흥행사였던 호프 웨이드는 소문들 듣고 찾아와서 실제로 이 수탉의 상태를 확인한 다음, 올슨에게 순회 공연으로 돈을 벌자고 제안했다. 올슨은 이에 동의하고 닭에게 '마이크'라는 이름을 지었다. 한 사람마다 25 센트씩 받고 구경을 시켰는데, 한창 잘 나갈 때는 한 달에 4,500 달러를 벌어들였다고 한다.

## 죽음
1947년 3월, 순회 공연을 끝내고 집으로 오다가 피닉스에서 묵던 중, 마이크는 한밤중에 갑자기 숨을 제대로 쉬지 못했다. 올슨이 부주의하게 전날 서커스 장소에 주사기를 놓고 왔기 때문에 달리 방도를 찾지 못했고 결국 마이크는 사망했다. 올슨이 스포이트로 먹이를 주다 실수로 식도가 아닌 기도로 먹이를 주었기 때문에 숨이 막혀서 죽었다는 이야기도 있다. 정확한 이유는 알 수 없으나, 올슨은 마이크를 다른 사람에게 팔아버렸다고 거짓말을 했다. 결국 1949년까지 마이크가 전국을 다니면서 서커스에 나온다는 소문이 돌았다.

## 그 이후
‘머리 없는 닭 마이크’는 오늘날 프루이타에서 명물 취급을 받고 있다. 1999년부터는 매년 5월 세 번째 주말을 '머리 없는 닭 마이크의 날(Mike the Headless Chicken Day)'로 정하기도 했다. 실제로 도살하려고 했던 9월 10일 대신 이 날을 기념일로 정한 이유는 명확하지 않다.
'머리 없는 닭 마이크'의 출현으로 인하여 일부 몰지각한 사람들이 유사한 방법으로 큰돈을 쉽게 벌기 위해 애꿎은 닭을 참수했다. 하지만 마이크와는 달리 대부분 죽었다.